# Standortauswahlgesetz
Das Standortauswahlgesetz (StandAG) vom 5. Mai 2017 regelt das mehrstufige Verfahren für die Suche nach einem Endlager für langlebige wärmeentwickelnde radioaktive Abfälle. Es ersetzt das Standortauswahlgesetz vom 23. Juli 2013.

## Physikalisch-technischer Hintergrund
Die Spaltung von Uran oder anderem Kernbrennstoff in Kernreaktoren erzeugt ein breites Spektrum an Spaltprodukten. Durch Neutroneneinfang werden außerdem Transurane erbrütet. Unter dem so entstandenen Material befinden sich zahlreiche radioaktive Isotope, die auf lange Zeit sicher verwahrt werden müssen, um eine Freisetzung von Radioaktivität in die Biosphäre zu verhindern.

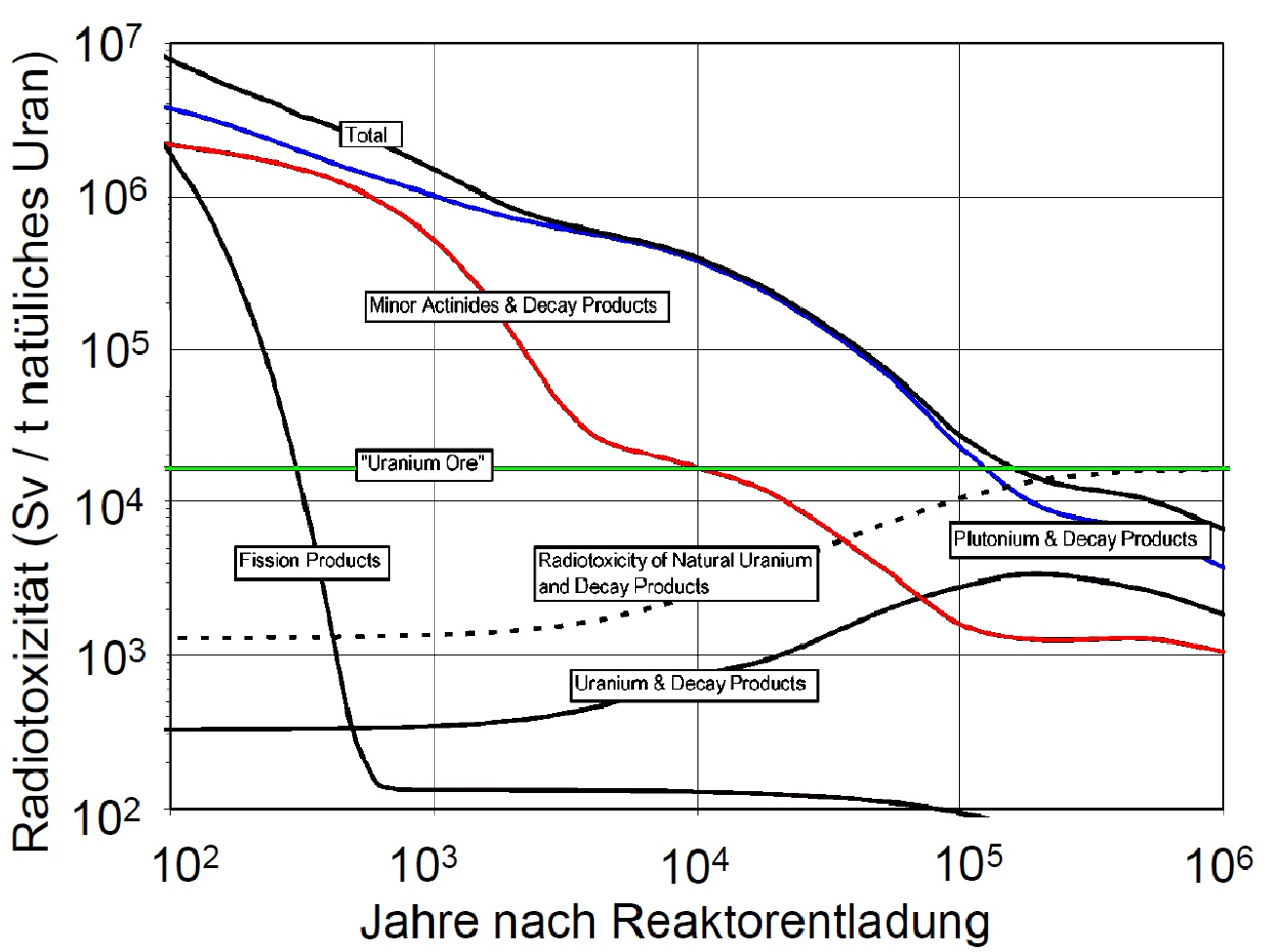
Abklingen der Aktivität von verbrauchtem Kernbrennstoff als Funktion der Zeit, mit logarithmischen Achsen. Endgelagerter Atommüll soll solange sicher von der Biosphäre abgeschlossen werden, bis die Aktivität nur noch von ähnlicher Größenordnung ist wie zum Vergleich angegebene von natürlichem Urangestein (grüne horizontale Linie).

Menge der Isotope in der Zerfallsreihe von Pu-241 als Funktion der Zeit

Die Halbwertszeiten der Isotope in der Zerfallsreihe in verbrauchtem Kernbrennstoff sind sehr unterschiedlich: Manche Isotope klingen innerhalb von Minuten, Tagen oder Jahren ab; andere benötigen dafür Tausende, Millionen oder Milliarden von Jahren. Die Menge an Iosotopen in der Zerfallsreihe kann durch die Bateman-Funktion berechnet werden. Häufig werden die Halbwertszeiten nur für das Startisotop genannt. In den Zerfallsreihen treten allerdings Isotope auf, die eine wesentlich höhere Halbwertszeit aufweisen als das Startisotop. Bei Plutonium-241 z. B. hat das Startisotop eine relativ kurze Halbwertszeit von 13 Jahren, Neptunium-237 als Alphastrahler eine Halbwertszeit von 2,14 Mio. Jahren. In dieser Zerfallsreihe treten bis zum Endisotop acht Alphazerfälle auf. Also werden pro Pu-241-Isotop insgesamt acht Heliumatome freigesetzt, was die Gasbildungsrate erheblich verstärkt. Wegen der hohen Aktivität der kurzlebigen Spaltprodukte können verbrauchte Brennelemente zunächst nur unter Wasser gehandhabt werden; sie werden deshalb mehrere Jahre in einem Abklingbecken verwahrt. Danach schließt sich entweder eine Wiederaufarbeitung oder eine jahrzehntelange Zwischenlagerung an. Auch Abfälle aus der Wiederaufarbeitung müssen zwischengelagert werden, bis die Wärmeentwicklung so weit zurückgegangen ist, dass eine Endlagerung möglich ist.
Weltweit wird als Endlagerkonzept die Einlagerung in tiefe geologische Formationen favorisiert. Die Abschirmung gegen die Biosphäre besteht aus einer Abfolge von Barrieren, die auf verschiedenen Zeitskalen zum Tragen kommen: Bei der Zwischenlagerung hat sich bestätigt, dass Brennstäbe auf Jahrzehnte dicht bleiben. Endlagerbehälter sollen einen Einschluss auf Jahrhunderte bis Jahrtausende gewähren; kritisch ist hierbei Korrosion im Falle von Wasserkontakt. Auf längeren Zeitskalen ist nicht zu verhindern, dass bestimmte Isotope ins Gestein diffundieren. Kritisch ist hierbei, wenn Wegsamkeiten im Gestein eine schnellere Ausbreitung über Gas- oder Flüssigkeitsströme ermöglichen. Auf den längsten Zeitskalen ist außerdem die Möglichkeit von Erosion des gesamten Deckgebirges zu betrachten. Daher sind aufwändige geologische Untersuchungen erforderlich, um die Langzeitsicherheit eines Endlagers festzustellen.

## Vorgeschichte

### International
Bei Inbetriebnahme der ersten kommerziellen Kernkraftwerke (USA 1956, Deutschland 1962) war klar, dass man damit die Notwendigkeit geschaffen hatte, den nach einer ersten Abklingperiode von dreißig bis vierzig Jahren kontinuierlich anfallenden radioaktiven Abfall zu entsorgen. Diese Aufgabe schien von überschaubarer Schwierigkeit und innerhalb der langen Frist mühelos zu erledigen. So beschied der Physiker Carl Friedrich von Weizsäcker um 1970 den Bundeskanzler Willy Brandt, der bis zum Jahr 2000 anfallende Atommüll werde in einen Würfel von 20 Meter Kantenlänge passen: „Wenn man das gut versiegelt und verschließt und in ein Bergwerk steckt, dann wird man hoffen können, daß man dieses Problem gelöst hat.“
In den folgenden Jahrzehnten wurden verschiedenste Endlagerkonzepte vorgeschlagen, unter denen nur die Einlagerung in tiefe geologische Formationen als sicher und innerhalb überschaubarer Fristen realisierbar erschien und weiterverfolgt wurde. Verschiedene Staaten konzentrierten sich auf die Erforschung verschiedener Wirtsgesteine. Einige Endlagerstätten wurden ausgewählt, doch die meisten Projekte scheiterten an technischen Mängeln oder/und örtlichem Widerstand, so beim Yucca Mountain in den USA.

### Gorleben
Die Bundesrepublik Deutschland ging einen Sonderweg, indem man als Wirtsgestein Steinsalz bevorzugte. Salzstöcke, in der norddeutschen Tiefebene zahlreich vorhanden, sind seit geologisch langen Zeiten stabil, undurchlässig für Gase und Flüssigkeiten, dabei aber kriechfähig und daher besonders geeignet, wärmeentwickelnden Abfall dicht einzuschließen. Stillgelegte Kaligruben werden bereits als untertägige Deponien für gefährliche chemische Abfälle verwendet (Herfa-Neurode, Sondershausen). Die Schachtanlage Asse wurde seit 1965 als Forschungsbergwerk für die großtechnische Endlagerung radioaktiver Abfälle betrieben.
Ende 1973 startete die erste Suche nach einem geeigneten Endlagerstandort. Am 1. Juli 1975 schlug die beauftragte Kernbrennstoff-Wiederaufarbeitungs-Gesellschaft (KEWA) drei Salzstöcke in Niedersachsen zur näheren Untersuchung vor. Die Untersuchungen an diesen Standorten wurden aufgrund von örtlichen Protesten im August 1976 abgebrochen.
Daraufhin erfolgte eine erneute Standortauswahl, diesmal durch einen interministeriellen Arbeitskreis der niedersächsischen Landesregierung. Aus 140 Standorten wurde in vier Runden nach Kriterien wie Fassungsvolumen, Tiefenlage, Bevölkerungsdichte, konkurrierende Nutzungen und letztlich auch Strukturpolitik und Wirtschaftsförderung der nahe der Grenze zur DDR liegende Salzstock Gorleben-Rambow ausgewählt und im Februar 1977 von der Landesregierung als Standort für das Endlager sowie ein Nationales Entsorgungszentrum benannt. In der näheren Umgebung sollten außerdem eine Wiederaufarbeitungsanlage und ein Kernkraftwerk entstehen.
Gegen diese Planungen wurde schon bald protestiert. Bei der Landtagswahl am 4. Juni 1978 erzielte die Grüne Liste Umweltschutz (GLU) 3,9 Prozent. Im März 1979 zog der Gorleben-Treck mit 500 Traktoren aus dem Wendland in die Landeshauptstadt Hannover, wo sich über 100.000 Menschen zur größten Demonstration in der Geschichte Niedersachsens zusammenfanden. Einige Wochen später erklärte Ministerpräsident Ernst Albrecht die Wiederaufbereitungsanlage für politisch nicht durchsetzbar, woraufhin in den 1980er Jahren das Land Bayern eine Wiederaufarbeitungsanlage in Wackersdorf plante.

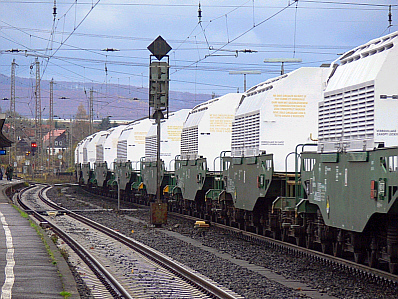
Transportbehälter des Typs TN 85 auf dem Weg nach Gorleben.

Errichtet wurden in Gorleben schließlich ein Erkundungsbergwerk im Salzstock sowie über Tage
- das Brennelemente-Zwischenlager Gorleben als Zwischenlager für abgebrannte Brennelemente und verglaste hochradioaktiven Abfälle,
- das Abfall-Zwischenlager Gorleben als Zwischenlager für schwach wärmeentwickelnde radioaktive Abfälle sowie
- die Pilot-Konditionierungsanlage Gorleben.

Das 1981–83 errichtete Brennelemente-Zwischenlager ging nach langem Genehmigungsverfahren und Prozessen durch alle Instanzen 1995 mit der Einlagerung eines ersten Castor-Behälters in Betrieb. Zwischen 1995 und 2011 fanden insgesamt 13 Transporte statt und wurden 113 Behälter eingelagert.
Jeder diese Transporte wurde von Tausenden Polizisten gesichert und großen Demonstrationen begleitet. Oft wurde der Transport durch Schienen- oder Straßenblockaden aufgehalten.
Die untertägige Erkundung erfolgte von 1986 bis 2000 sowie nach einem zehnjährigen Moratorium von 2010 bis 2012. Die bisher erzielten Ergebnisse werden unterschiedlich beurteilt. Kritisiert wird insbesondere, dass sich im Verlauf der Erkundung die Eignungskriterien geändert hätten und kein als redundante Barriere geeignetes Deckgebirge mehr gefordert werde. Von 2010 bis 2013 befasste sich ein Bundestags-Untersuchungsausschuss mit Gorleben, um die „Ordnungsgemäßheit von Regierungshandeln in der Vergangenheit zu beurteilen“. Mehrheit (CDU/CSU und FDP) und Opposition (SPD, Linke, Grüne) konnten sich nicht auf eine gemeinsame Bewertung einigen.

### Atomausstieg und Neustart der Standortsuche
In den 1980er und 1990er Jahren bahnte sich in Deutschland die Abkehr von der Kernenergie an: 1983 Einzug der Grünen in den Bundestag, 1986 Nuklearkatastrophe von Tschernobyl, Ausstiegsbeschluss der SPD, 1998 grün-rotes Kabinett Schröder I. Im Juni 2000 einigte sich die Bundesregierung mit den Kraftwerksbetreibern auf Restlaufzeiten, die 2002 im Atomgesetz festgeschrieben wurden.
In den Jahren 1999–2002 erarbeitete ein Arbeitskreis Auswahlverfahren Endlagerstandorte (AkEnd) Empfehlungen für ein neues „Auswahlverfahren für Endlagerstandorte [Plural!]“, einschließlich eines Zeitplans, der schon wenige Jahre später als hoffnungslos überoptimistisch erscheinen sollte.
Lange Zeit war strittig gewesen, ob ein nationales Endlager für alle Sorte radioaktiver Abfälle gebaut werden solle, oder ob es günstiger sei, die großen Volumina schwach- und mittelradioaktiver Abfälle getrennt von den kleinen Mengen hochradioaktiver Abfälle unterzubringen. Mit der 2006 rechtskräftig gewordenen Genehmigung für den Schacht Konrad als Endlager für nicht wämeentwickelnde radioaktive Abfälle wurde das in letzterem Sinne entschieden.
Ab 2008 waren erhebliche Missstände in der Schachtanlage Asse bekannt geworden, die 2013 zum gesetzlichen Beschluss führten, sämtliche eingelagerten radioaktiven Abfälle zurückzuholen. Diese Erfahrung verlieh der auch international immer häufiger erhobenen Forderung nach einem korrigierbaren Endlagerkonzept mit Rückhol- und Bergungsmöglichkeiten zusätzlichen Nachdruck.
Das Kabinett Merkel II verlängerte die Restlaufzeiten für die deutschen Kernkraftwerke im Oktober 2010, nahm das aber ein halbes Jahr später unter dem frischen Eindruck der Nuklearkatastrophe von Fukushima nicht nur zurück, sondern beschleunigte den Atomausstieg darüber hinaus. Ein jahrzehntelanger Antagonismus endete so mit dem nahezu vollständigen Umschwenken der CDU/CSU. Dadurch wurde es möglich, anstehende Aufgaben wie die Endlagersuche in breitem parlamentarischen Konsens anzugehen.
Unter Federführung von Bundesumweltminister Norbert Röttgen erarbeitete die Regierung im Zusammenwirken mit Oppositionsparteien das in diesem Artikel beschriebene Standortauswahlgesetz, das 2013 verabschiedet wurde. Strittig war bis zuletzt, wie man mit dem Erkundungsvorsprung am Standort Gorleben umgehen solle. „Im Gesetz darf es keine Vorfestlegung auf Gorleben geben, auch nicht durch die Hintertür. Das Endlagersuchgesetz darf kein Gorleben-Findungsgesetz werden“, forderte die SPD.

## Inhalt des Gesetzes

### Ziel
Gemäß § 1(2) ist es Ziel des Standortauswahlverfahrens, dass „in einem partizipativen, wissenschaftsbasierten, transparenten, selbsthinterfragenden und lernenden Verfahren für die im Inland verursachten hochradioaktiven Abfälle ein Standort mit der bestmöglichen Sicherheit für eine Anlage zur Endlagerung" ermittelt wird. Dies ist laut Gesetz ein Standort, der "den dauerhaften Schutz von Mensch und Umwelt vor ionisierender Strahlung und sonstigen schädlichen Wirkungen dieser Abfälle für einen Zeitraum von einer Million Jahren gewährleistet.“.
An dem letzten Nebensatz ist zweierlei bemerkenswert:
Die Qualifizierung der geforderten Sicherheit als „bestmöglich“ widerspricht diametral dem zuvor verfolgten Ansatz, „ausreichende“ Sicherheit zu fordern. Wenn mehrere Standorte ausreichende Sicherheit bieten, hätte man die weitere Auswahl nach bisherigem Ansatz nach anderen, nachgeordneten, zum Beispiel raumplanerischen Kriterien treffen können. Hingegen ist es bei hinreichend ausdifferenzierter Sicherheitsbeurteilung beliebig unwahrscheinlich, dass zwei Standorten der exakt gleiche Grad an Sicherheit zugeschrieben wird. Somit darf außer Sicherheit kein anderes Kriterium berücksichtigt werden. Strenggenommen impliziert „bestmöglich“ außerdem, dass die gesamte Grundmenge möglicher Standorte, also das ganze Territorium der Bundesrepublik Deutschland, abzusuchen ist, was die Frage aufwirft, ob erst eine landesweite einheitliche Datengrundlage zu schaffen ist.
Zweitens ist die Festlegung auf „eine Million Jahre“ bemerkenswert. Sie hat als physikalischen Hintergrund, dass spätestens nach dieser Zeit die meisten langlebigen Transurane soweit zerfallen sind, dass die Restaktivität nicht größer als die spezifische Aktivität von natürlichem Urangestein ist. Dabei wurden anscheinend äußerst konservative Annahmen über die Bezugsmasse und das Uranmineral getroffen; auch eine Festlegung auf 300.000 Jahre hätte sich vertreten lassen.

### Kommission Lagerung hoch radioaktiver Abfallstoffe
Gemäß §§ 3–5 wurde eine Kommission aus Wissenschaftlern und Vertretern „gesellschaftlicher Gruppen“ sowie nicht stimmberechtigten Parlamentariern eingesetzt. Sie soll das Standortauswahlgesetz einer Prüfung unterziehen und Bundestag und Bundesrat Handlungsempfehlungen vorlegen. Des Weiteren soll die Kommission Sicherheitsanforderungen erarbeiten, wirtsgesteinsspezifische Ausschluss- und Auswahlkriterien erarbeiten, Kriterien für Fehlerkorrekturen (wie z. B. Rückholung/Bergung der Abfälle) entwickeln, Anforderungen an die Organisation und das Verfahren des Auswahlprozesses und die Prüfung von Alternativen erarbeiten sowie Vorschläge für Anforderungen an Beteiligung und Information der Öffentlichkeit zur Sicherstellung der Transparenz.

### Ablauf des Auswahlverfahrens
Wesentliche Schritte des Auswahlverfahrens sind:
- Ermittlung von Teilgebieten (§ 13)
- Übertägige Erkundung (§§ 14–16)
- Untertägige Erkundung (§§ 16–18)
- Abschließender Standortvergleich, Standortvorschlag und Standortentscheidung (§§ 19–20).

## Umsetzung

### Kommissionsbericht
Die Endlagerkommission gemäß §§ 3–5 tagte erstmals am 22. Mai 2014. Nach einmaliger Fristverlängerung legte sie Ende Juni 2016 einen Abschlussbericht vor.